# Lood de Jager

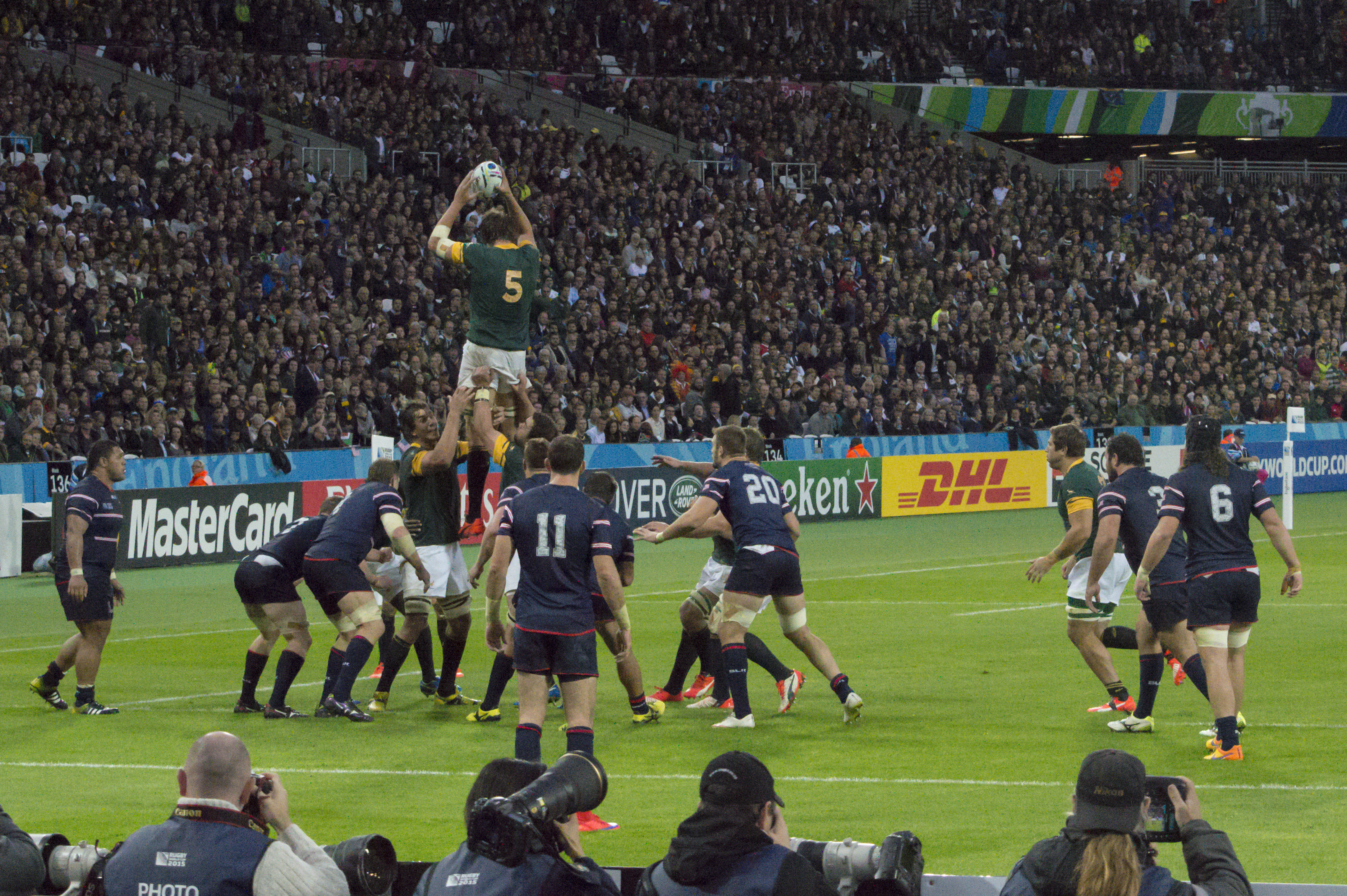
De Jager w łapiący piłkę w formacji autowej (Puchar Świata 2015)

Lodewyk „Lood” de Jager (wym. [ˈlɔ.də.vəik ˈlʊəd də.ˈjɑ.χər], ur. 17 grudnia 1992 r. w Alberton) – południowoafrykański rugbysta występujący na pozycji wspieracza. Reprezentant kraju, zdobywca i dwukrotny uczestnik pucharu świata.

## Młodość
De Jager pochodzi z prowincji Gauteng. Urodził się w Alberton, a wychowywał się w Dunnottar na dalekich przedmieściach Johannesburga. Uczęszczał do szkół w pobliskim Springs – podstawowej Laerskool Jan van Riebeeck i średniej Hoërskool Hugenote. W tej ostatniej trafił do reprezentacji szkoły w krykiecie, jednak wkrótce porzucił tę dyscyplinę na rzecz rugby. Uczestniczył nawet w ogólnokrajowych zawodach międzyszkolnych Craven Week, jednak wbrew nadziejom nie został zauważony przez przedstawicieli miejscowej drużyny Falcons.
Po zdaniu matury w 2010 roku rozpoczął studia na wydziale nauk społecznych i zarządzania Uniwersytetu Północno-Zachodniego, gdzie otrzymał stypendium sportowe ze względu na grę w rugby. Wkrótce trafił do młodzieżowej drużyny Leopards – w 2011 roku występował w rozgrywkach Currie Cup do lat 19, a rok później do lat 21. Jednocześnie w 2012 roku uczestniczył w uniwersyteckim turnieju Varsity Cup dla graczy do lat 20 (tzw. zawody „Young Guns”).

## Kariera klubowa
Również w 2012 roku zadebiutował w rozgrywkach seniorskich, broniąc barw Leopards w pojedynczym meczu Currie Cup – przeciw Boland Cavaliers.
Na przełomie 2012 i 2013 roku De Jager przeniósł się do Bloemfontein, gdzie został zawodnikiem drużyn z Wolnego Państwa – Free State Cheetahs z Currie Cup i występującego w Super Rugby regionalnego zespołu Cheetahs. W pierwszym sezonie od razu wywalczył sobie silną pozycję w drużynie – we wszystkich 17 kolejkach Super Rugby młody wspieracz wychodził w podstawowym składzie, a i w krajowych rozgrywkach zagrał w niemal wszystkich pojedynkach. W lutym 2015 roku w pierwszych minutach pierwszego w sezonie meczu Cheetahs w Super Rugby De Jager doznał kontuzji łokcia, która wykluczyła go z gry na około dwa miesiące i w praktyce zakończyła jego udział w tych rozgrywkach.
W listopadzie tego samego roku otrzymał zaproszenie do elitarnej drużyny Barbarian F.C. – wystąpił wówczas w spotkaniach z Gloucester i reprezentacją Argentyny.
W lipcu 2016 roku ogłoszono, że przed rozpoczęciem przygotowań do nowego sezonu Super Rugby De Jager przeniesie się z Bloemfontein do Pretorii, do ekipy Bulls. Zawodnik zdecydował się na roczny kontrakt z drużyną „Byków” mimo zainteresowania ze strony dwóch innych zespołów, Lions oraz Sharks. W trakcie swojego debiutu w nowej drużynie doznał wstrząśnienia mózgu i musiał przedwcześnie opuścić boisko. Po zakończeniu sezonu Super Rugby, w maju 2017 roku De Jager przedłużył swój kontrakt z drużyną z Pretorii do 2019 roku.

## Kariera reprezentacyjna
De Jager nie był w przeszłości powoływany do kadry kraju na szczeblach młodzieżowych. Dopiero na początku czerwca 2014 roku, z uwagi na nieobecność Flipa van der Merwe otrzymał powołanie na zgrupowanie pierwszej reprezentacji, a w nadchodzącym spotkaniu z Walią zajął miejsce na ławce rezerwowych. Kiedy w pierwszej połowie urazu doznał Bakkies Botha, młody wspieracz zadebiutował w drużynie narodowej. Jeszcze w tym samym miesiącu zdobył dwa przyłożenia, kiedy „Springboks” rozbili Szkocję 55:6.
Pomimo obiecującego początku, pozycja De Jagera w drużynie narodowej na rok przed Pucharem Świata daleka była od pewnej – nawet po ogłoszeniu przez Bothę reprezentacyjnej „emerytury” młody zawodnik był początkowo zaledwie dublerem Ebena Etzebetha na pozycji numer 4, podczas gdy drugie miejsce dla wspieraczy obsadzone było przez Victora Matfielda i Pietera-Stepha du Toita. Kontuzja kolana, jakiej na początku 2015 roku doznał ten ostatni oznaczała, że De Jager został oficjalnie zastępcą Matfielda na odpowiadającej za formację autową pozycji numer 5. Z kolei uraz uda odniesiony przez weterana w pierwszym spotkaniu The Rugby Championship spowodował, że De Jagera przesunięto do wyjściowego składu. Wkrótce młody zawodnik otrzymał powołanie na mistrzostwa świata. Podczas turnieju mało znany na arenie międzynarodowej zawodnik stanowił jedno z największych odkryć imprezy. Wystąpił we wszystkich siedmiu meczach swojej drużyny, w tym w pięciu od pierwszych minut. Także w kluczowym półfinale z Nową Zelandią trener Heyneke Meyer zdecydował się na wystawienie pary Etzebeth – De Jager kosztem chociażby 38-letniego mistrza świata Matfielda. Ostatecznie reprezentanci Południowej Afryki po zwycięstwie nad Argentyną zdobyli brązowe medale.
Kolejny rok w reprezentacyjnych barwach był dla De Jagera niemal całkowitym przeciwieństwem 2015 – zawodnik odniósł szereg kontuzji, które przełożyły się na jego dostępność do gry oraz dyspozycję sportową. Ostatecznie wspieracz Bulls stracił miejsce w składzie, które udało mu się wywalczyć ponownie dopiero w drugiej połowie sezonu 2017.

## Osiągnięcia
- nagroda dla najlepszego zawodnika roku 2015 w Południowej Afryce (South Africa’s Player of the Year)[27]
- nominacja do nagrody dla najlepszego młodego zawodnika roku 2015 w Południowej Afryce (South Africa’s Young Player of the Year)[28]